# Kosovo Force

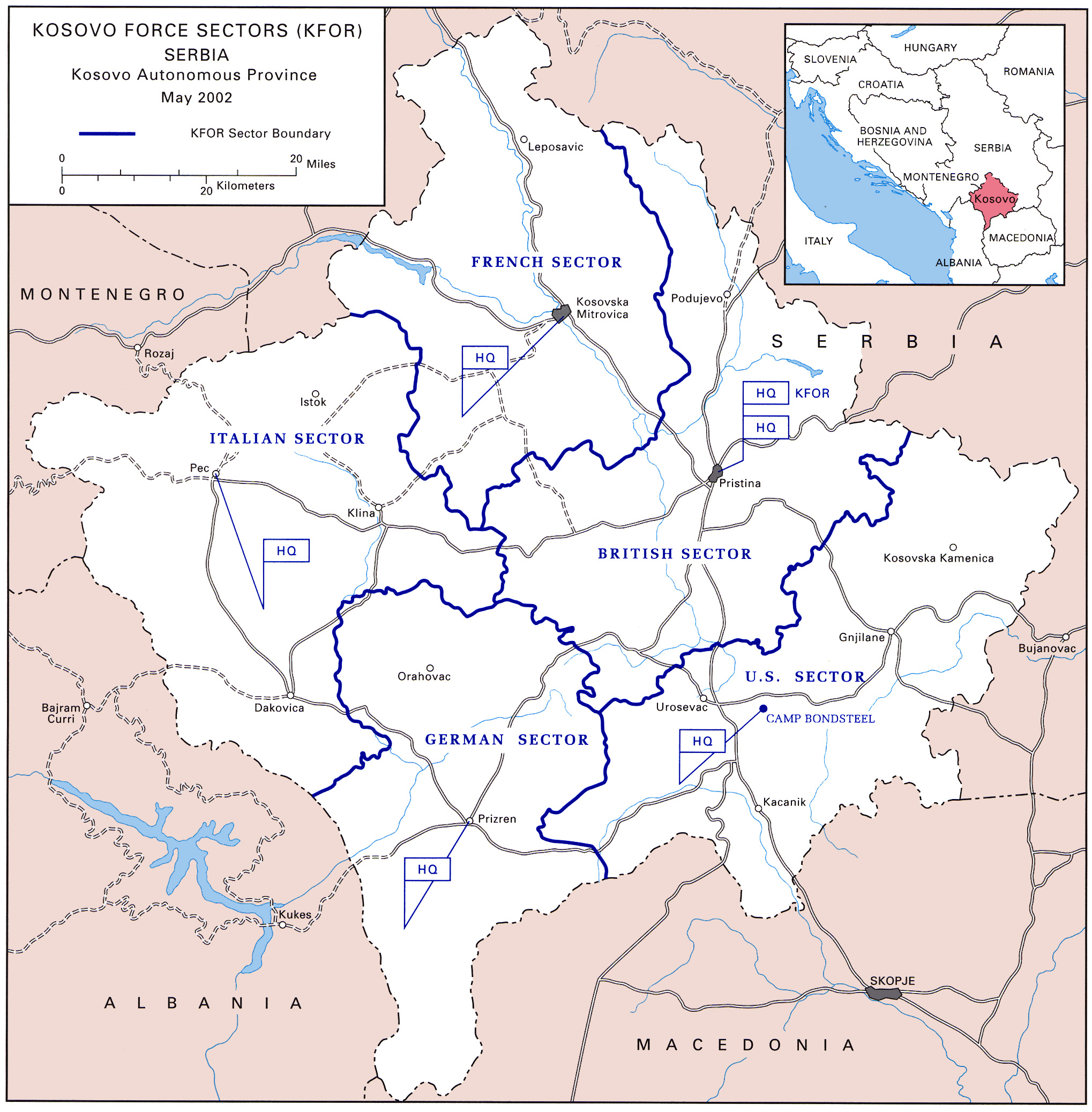
Mappa dei settori KFOR, 2002

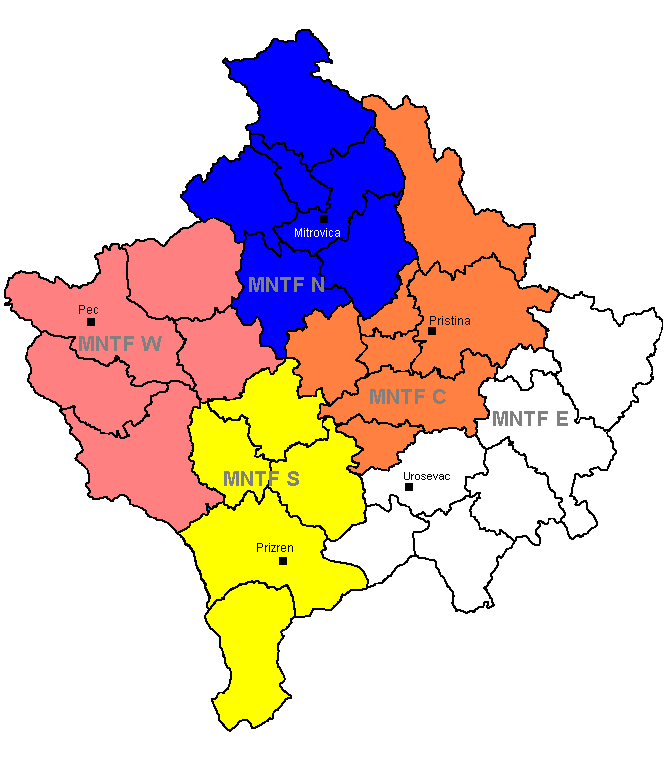
KFOR Tasks Forces, 2006

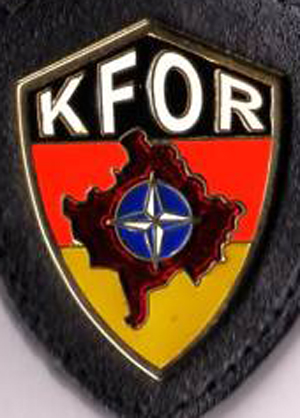
Stemma della missione tedesca

La Kosovo Force (KFOR) è una forza militare internazionale guidata dalla NATO, responsabile di ristabilire l'ordine e la pace in Kosovo (in serbo Косово и Метохија / Kosovo i Metohija), regione amministrata dall'ONU che ha dichiarato unilateralmente la propria indipendenza dalla Serbia il 17 febbraio 2008.
La missione venne chiamata Kosovo Force, definizione che venne riportata anche nell'emblema della missione stessa e sul sito della NATO. Altre definizioni come Keeping Force sono arbitrarie e non riconosciute.
La missione viene svolta sotto il comando NATO. In sede Nato la missione è stata denominata Operazione Joint Guardian e alla fine del 2004 ha preso il nome di Operazione Joint Enterprise.
La KFOR entrò in Kosovo il 12 giugno 1999 su mandato delle Nazioni Unite, due giorni dopo l'adozione, da parte del Consiglio di Sicurezza, della Risoluzione 1244. All'epoca il Kosovo stava affrontando una grave crisi umanitaria, con scontri quotidiani tra le forze militari della Repubblica Federale di Jugoslavia e le forze paramilitari dell'Ushtria Çlirimtare e Kosovës (UCK) (Esercito di liberazione del Kosovo). La tensione tra i gruppi etnici era molto alta, così come era alto il numero delle vittime degli scontri con quasi un milione di profughi che avevano lasciato la regione e la missione aveva il compito di proteggere la popolazione civile.
Nel 2020, la KFOR è costituita da 27 nazioni contributrici, a comando italiano, con una forza di oltre 3400 tra militari e civili. La sua presenza resta necessaria per garantire la sicurezza e la stabilità in Kosovo, mentre il processo diplomatico portato avanti dalle Nazioni Unite prosegue.

## Obiettivi
I compiti iniziali della missione erano:
- evitare scontri e minacce contro il Kosovo da parte di forze serbe e jugoslave;
- ristabilire e mantenere la sicurezza pubblica e l'ordine civile nella regione;
- demilitarizzare l'UCK;
- sostenere gli sforzi umanitari;
- sostenere la presenza civile internazionale e agire in coordinamento con essa.

La KFOR si occupa di garantire libertà di movimento e un ambiente sicuro per tutti i residenti kosovari, a prescindere dell'etnia di appartenenza, affinché possano vivere in pace e, con l'aiuto internazionale, in un sistema pienamente democratico. I compiti del contingente, concretamente, sono stati i seguenti:
- assistere il ritorno e il dislocamento dei rifugiati;
- ricostruire e sminare;
- garantire l'assistenza medica;
- garantire la sicurezza e l'ordine pubblico;
- garantire la sicurezza delle minoranze etniche;
- garantire la sicurezza del patrimonio storico
- garantire il rispetto dei confini e la sicurezza di confine;
- combattere il contrabbando internazionale di armi;
- ottenere la consegna, in tutto il Kosovo, di armi, munizioni ed esplosivi;
- distruggere le armi;
- sostenere lo stabilimento di istituzioni civili, di un sistema giudiziario e penale, di un processo elettorale, della legge e dell'ordine pubblico, e di altri aspetti della vita politica, economica e sociale della provincia.

I paesi del Gruppo di contatto dei Balcani hanno sostenuto pubblicamente che rimarranno in Kosovo per garantire la sicurezza necessaria fino all'assestamento definitivo della situazione.

## Struttura della missione
I contingenti erano inizialmente organizzati in quattro brigate multinazionali, divise su base regionale. Le brigate erano responsabili nelle rispettive aree operative, ma tutte erano sotto l'autorità del Comandante KFOR. Nell'agosto del 2005, il Consiglio del Nord Atlantico decise di ristrutturare la KFOR, sostituendo alle quattro brigate multinazionali, cinque task force, per ottenere una maggiore flessibilità per quel che riguarda, ad esempio, la rimozione di restrizioni ai movimenti oltre confine di unità dislocate nelle varie aree del Kosovo.
A far data dal 1º febbraio 2010 le Multinational Task Forces cambiano denominazione per diventare Multinational Battle Groups. Viene inoltre costituito un ulteriore gruppo denominato Joint Logistic Support Group (JLSG).
L'allora Comandante delle Forze in Kosovo (COM KFOR), Maggior Generale Erhard Bühler, nell'ottobre 2010 annunciò la ristrutturazione della missione KFOR. Questa ristrutturazione, conosciuta come "GATE2", pianificata per la primavera 2011 prevedeva una presenza di forze KFOR di circa 5.000 unità, consistenti in due Multinational Battle Groups.
Dal 1º marzo 2011 diviene operativa la ristrutturazione "GATE2" che cambia nuovamente la struttura, scompaiono il Multinational Battle Group North (MNBG-N) e il Multinational Battle Group South (MNBG-S). Permangono attivi due Multinational Battle Groups (East e West) e vengono create le presenze dei Joint Regional Detachments North (JRD-N) sotto la guida dell'Esercito svizzero, Joint Regional Detachment Center (JRD-C) sotto la guida dell'Esercito Italiano, Joint Regional Detachment South (JRD-S) sotto la guida dell'Esercito Turco.
Entità operative sul territorio:
- Quartier Generale KFOR (HQ KFOR):

Il HQ KFOR è dislocato nella città di Pristina/Prishtine nel campo denominato "Film City", ha sede il Comando della NATO Kosovo Force.

L'attuale Comandante della Kosovo Force (COMKFOR) è il Maggiore Generale Angelo Michele Ristuccia dell'Esercito Italiano. Il Vice-Comandante (DCOMKFOR) è il Brigadier generale József Szpisják del JFTC. Il Capo di Stato Maggiore (COSKFOR) è il Brigadier Generale John Bozicevic dello US Army.
- Regional Command West (RC-W):

Il RC-West è dislocato nell'ovest del Kosovo, ha il suo quartier generale a Belo Polje, a pochi chilometri da Pec/Pejë e vede attualmente schierato il Reggimento Piemonte Cavalleria (2) con sede a TRIESTE comandato dal Colonnello Ivano Marotta dell'Esercito Italiano.
Nel giugno 1999 l’Aeronautica Militare italiana è chiamata a partecipare all’Operazione Joint Guardian con la costruzione di un aeroporto per il supporto del contingente italiano in Kosovo.
La KFOR approva, indicando per la sua realizzazione un’area limitrofa ad una piccola pista già esistente vicino a Giacovizza.
In 52 giorni i militari dell’Aeronautica riescono ad allestire dal nulla un aeroporto, attuando la prima attività di proiezione fuori area della Forza Armata. 
Nel gennaio 2000 viene costituito il 1º Reparto Operativo Autonomo che nel 2006 diventa Reparto Distaccato del Reparto Mobile di Supporto dell'Aeroporto di Verona-Villafranca e nel 2008 Task Force Air operando fino al dicembre 2013 quando passa sotto la responsabilità delle autorità kosovare.
- Regional Command East (RC-E):

Il RC East è dislocato nell'est del Kosovo, ha il suo quartier generale a Urosevac presso Camp Bondsteel ed è comandata dal Colonnello Joseph A. Hopkins III., dell'Esercito degli Stati Uniti contribuiscono gli eserciti di Grecia, Polonia, Romania, Ucraina e U.S.A.

Stemma MSU di KFOR (a partire dall'anno 2013).

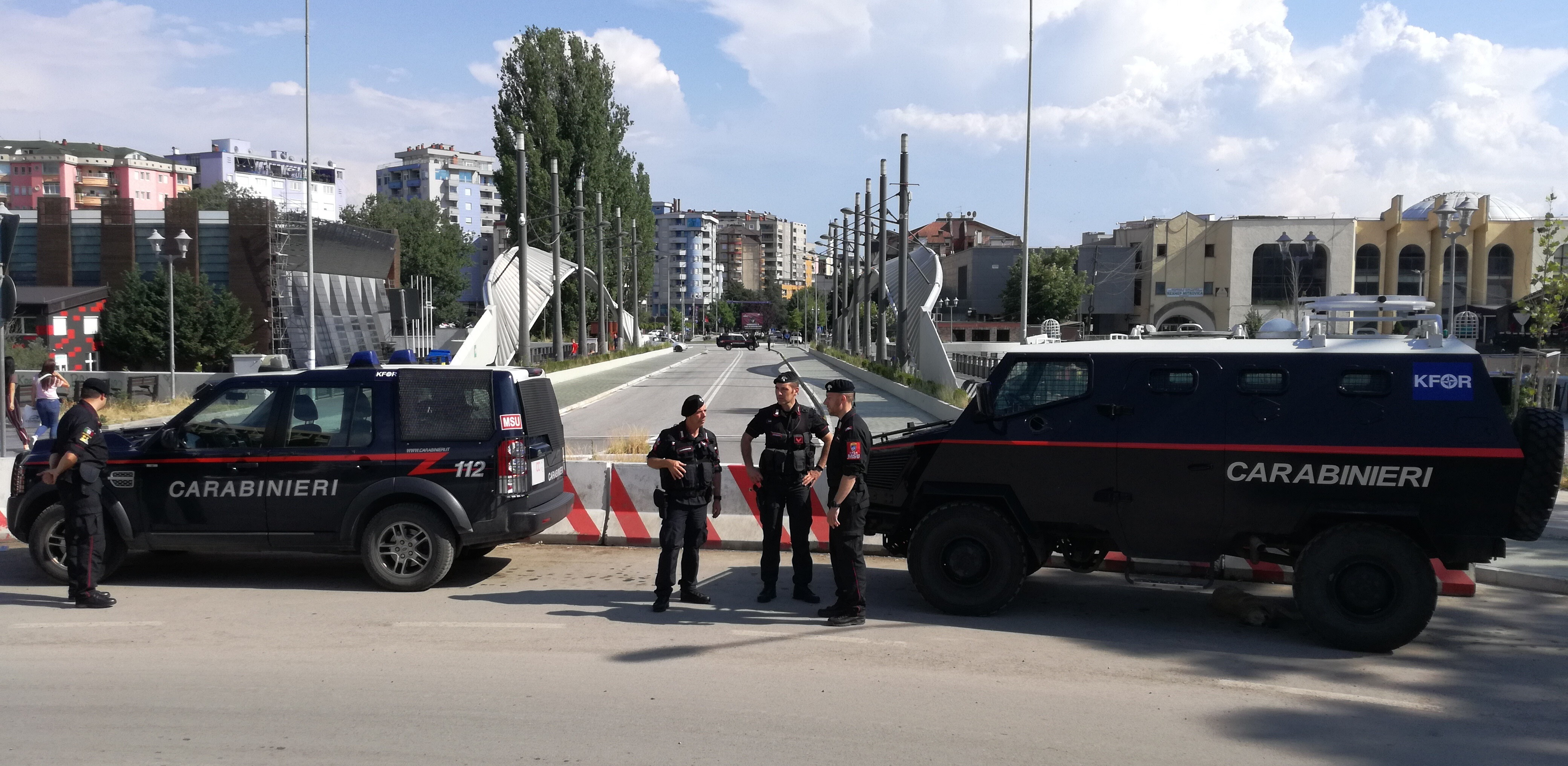
Dispositivo dei Carabinieri di MSU, di fronte al ponte sul fiume Ibar, in Mitrovica (2019).

- Multinational Specialized Unit (MSU):

La Multinational Specialized Unit (MSU), ha il suo quartier generale a Kosovo Polje (nei sobborghi di Pristina), composta esclusivamente da militari italiani dell'Arma dei Carabinieri, attualmente al comando del colonnello Ruggiero Capodivento. Attualmente il contributo viene totalmente fornito dall'Italia, mentre fino al 2013 partecipavano all'unità altre nazioni.
- KFOR Tactical Reserve Battailon (KTRBN):

Con quartier generale a Camp Novo Selo, il KTRBN sotto il diretto controllo operativo del Comandante di KFOR (COMKFOR).
Al comando del Tenente Colonnello Istvan VARGA dell'esercito ungherese, ha una struttura di due compagnie di manovra e una compagnia di supporto. I loro compiti sono di pronto impiego sul territorio. Il contributo viene fornito dall'Ungheria e dagli Stati Uniti.
- Joint Logistic Support Group (JLSG):

Unità di supporto logistico al comando del Colonnello Siegfried Markus Skudnigg dell'Esercito austriaco. Con compiti di gestione logistica e dispiegamento di supporti tecnici, contribuiscono al JLSG le seguenti nazioni: Grecia, Svizzera, Austria, Germania, Italia, Ucraina e Ungheria.
Entità non più operative:
- Multinational Battle Group North (MNBG-N) - (Non più operativo dal 28 febbraio 2011):

Il MNBG-N era dislocato nel nord del Kosovo, aveva il suo quartier generale a Novo Selo.

Hanno contribuito gli eserciti di Danimarca, Estonia, Francia, Grecia, Lussemburgo e Marocco.
- Multinational Battle Group South (MNBG-S) - (Non più operativo dal 28 febbraio 2011):

Il MNBG-S era dislocato nel sud del Kosovo, aveva il suo quartier generale a Prizren.

Hanno contribuito gli eserciti di Austria, Germania, Svizzera e Turchia.
- Multinational Battle Group Center (MNBG-C) - (Non più operativo dal 28 febbraio 2011):

Il MNBG-C era dislocato nel centro del Kosovo, aveva il suo quartier generale a Lipljan.

Hanno contribuito le forze armate di Gran Bretagna, Repubblica Ceca, Finlandia, Irlanda, Lettonia, Slovacchia, Svezia, Italia ed Islanda.
Dal luglio 2000, l'Aeronautica militare ha avuto in gestione il controllo del traffico aereo, la sala operativa, l'assistenza al volo, il servizio meteorologico, i servizi antincendi e di emergenza a Slatina, presso l'Aeroporto Internazionale di Pristina subentrando al distaccamento britannico con il 2º Reparto Operativo Autonomo. Dal marzo 2003 la responsabilità dello scalo kosovaro è passata sotto il comando islandese.
- KFOR Tactical Reserve Manoeuvre Battailon (KTM):

Con quartier generale a Pristina, il KTM è stato sotto il diretto controllo operativo del Comandante di KFOR (COMKFOR).
Al comando del Tenente Colonnello Carlos Macieira, dell'esercito del Portogallo, ha una struttura di due compagnie di manovra e una compagnia di supporto. I loro compiti sono di pronto impiego sul territorio. Il contributo viene totalmente fornito dal Portogallo.
Sostituito dal KTRBN ungherese..
- Multinational Battle Group East - (Non più operativo dal 15 Agosto 2019):

Trasformato nel Regional Command East, assumendo al suo interno i JRD-N e JRD-SE.
- Multinational Battle Group West - (Non più operativo dal 15 Agosto 2019):

Trasformato nel Regional Command West, assumendo al suo interno il JRD-W.
- Joint Regional Detachment–North - (Non più operativo dal 15 Agosto 2019):

Confluito nel Regional Command East.
- Joint Regional Detachment–South East - (Non più operativo dal 15 Agosto 2019):

Confluito nel Regional Command East.
- Joint Regional Detachment–West - (Non più operativo dal 15 Agosto 2019):

Confluito nel Regional Command West.

## Stati partecipanti
Nel periodo di massima partecipazione, il numero delle truppe KFOR raggiungeva 50 000 unità, provenienti da 39 paesi (della NATO e non). Il sito ufficiale della KFOR, nell'aprile 2007 dichiarava che 16 000 soldati, provenienti da 34 paesi, partecipavano alla missione. L'attuale numero di unità impiegate, aggiornato al febbraio 2020, è di complessive 3411 unità, incluse le 'KFOR Operational Reserve Force' (circa 700 unità), provenienti da 27 paesi.
Nel dettaglio, le seguenti nazioni, membri della NATO, contribuiscono (tra parentesi l'attuale numero di unità presenti sul territorio):
- Albania (29)
- Bulgaria (22)
- Canada (5)
- Rep. Ceca (7)
- Croazia (37)
- Danimarca (35)
- Germania (70)
- Finlandia (20)
- Grecia (111)
- Italia (869)
- Lituania (1)
- Montenegro (2)
- Polonia (229)
- Regno Unito (34)
- Romania (56)
- Slovenia (238)
- Stati Uniti (660)
- Turchia (317)
- Ungheria (397)
- Macedonia del Nord (44)

 Paesi NATO che hanno partecipato:
- Belgio
- Islanda
- Lettonia
- Slovacchia
- Spagna
- Estonia
- Lussemburgo
- Francia
- Paesi Bassi
- Portogallo
- Norvegia

Altri paesi non-NATO partecipanti:

(tra parentesi l'attuale numero di unità presenti sul territorio)

- Armenia (41)
- Austria (324)
- Irlanda (13)
- Moldavia (41)
- Svizzera (165)
- Ucraina (40)
- Svezia (2)

Altri paesi non-NATO che hanno partecipato:
- Argentina
- Azerbaigian
- Emirati Arabi Uniti
- Marocco
- Filippine
- Georgia
- India
- Malaysia
- Mongolia
- Russia

## Comandanti KFOR
1. Mike Jackson[10] ( Regno Unito, 12 giugno 1999 - 8 ottobre 1999),
2. Klaus Reinhardt ( Germania, 8 ottobre 1999 - 18 aprile 2000),
3. Juan Ortuño Such ( Spagna, 18 aprile 2000 - 16 ottobre 2000),
4. Carlo Cabigiosu ( Italia, 16 ottobre 2000 - 6 aprile 2001),
5. Thorstein Skiaker ( Norvegia, 6 aprile 2001 - 3 ottobre 2001),
6. Marcel Valentin ( Francia, 3 ottobre 2001 - 4 ottobre 2002),
7. Fabio Mini ( Italia, 4 ottobre 2002 - 3 ottobre 2003),
8. Holger Kammerhoff ( Germania, 3 ottobre 2003 - 1º settembre 2004),
9. Yves de Kermabon ( Francia, 1º settembre 2004 - 1º settembre 2005),
10. Giuseppe Valotto ( Italia, 1º settembre 2005 - 1º settembre 2006),
11. Roland Kather ( Germania, 1º settembre 2006 - 31 agosto 2007),
12. Xavier de Marnhac ( Francia, 1º settembre 2007 - 31 agosto 2008),
13. Giuseppe Emilio Gay ( Italia, 1º settembre 2008 - 7 settembre 2009),
14. Markus J. Bentler ( Germania, 8 settembre 2009 - 31 agosto 2010),
15. Erhard Bühler ( Germania, 1º settembre 2010 - 8 settembre 2011),
16. Erhard Drews ( Germania, 9 settembre 2011 - 7 settembre 2012),
17. Volker Halbauer ( Germania, 7 settembre 2012 - 5 settembre 2013),
18. Salvatore Farina ( Italia, 6 settembre 2013 - 3 settembre 2014),
19. Francesco Paolo Figliuolo ( Italia, 3 settembre 2014 - 7 agosto 2015),
20. Guglielmo Luigi Miglietta ( Italia, 7 agosto 2015 - 1 settembre 2016),
21. Giovanni Fungo ( Italia, 1 settembre 2016 - 15 novembre 2017).
22. Salvatore Cuoci ( Italia, 15 novembre 2017 - 28 novembre 2018).
23. Lorenzo D’Addario ( Italia, 28 novembre 2018 - 19 novembre 2019)
24. Michele Risi ( Italia, 19 novembre 2019 - 13 novembre 2020)
25. Franco Federici ( Italia, 13 novembre 2020 - 15 ottobre 2021)
26. Ferenc Kajar ( Ungheria, 15 ottobre 2021 - 13 ottobre 2022)
27. Michele Ristuccia ( Italia,14 ottobre 2022 - 10 ottobre 2023)
28. Ozkan Ulutas ( Turchia,11 ottobre 2023 - 10 ottobre 2024)
29. Enrico Barduani ( Italia,11 ottobre 2024- in carica

## Galleria d'immagini

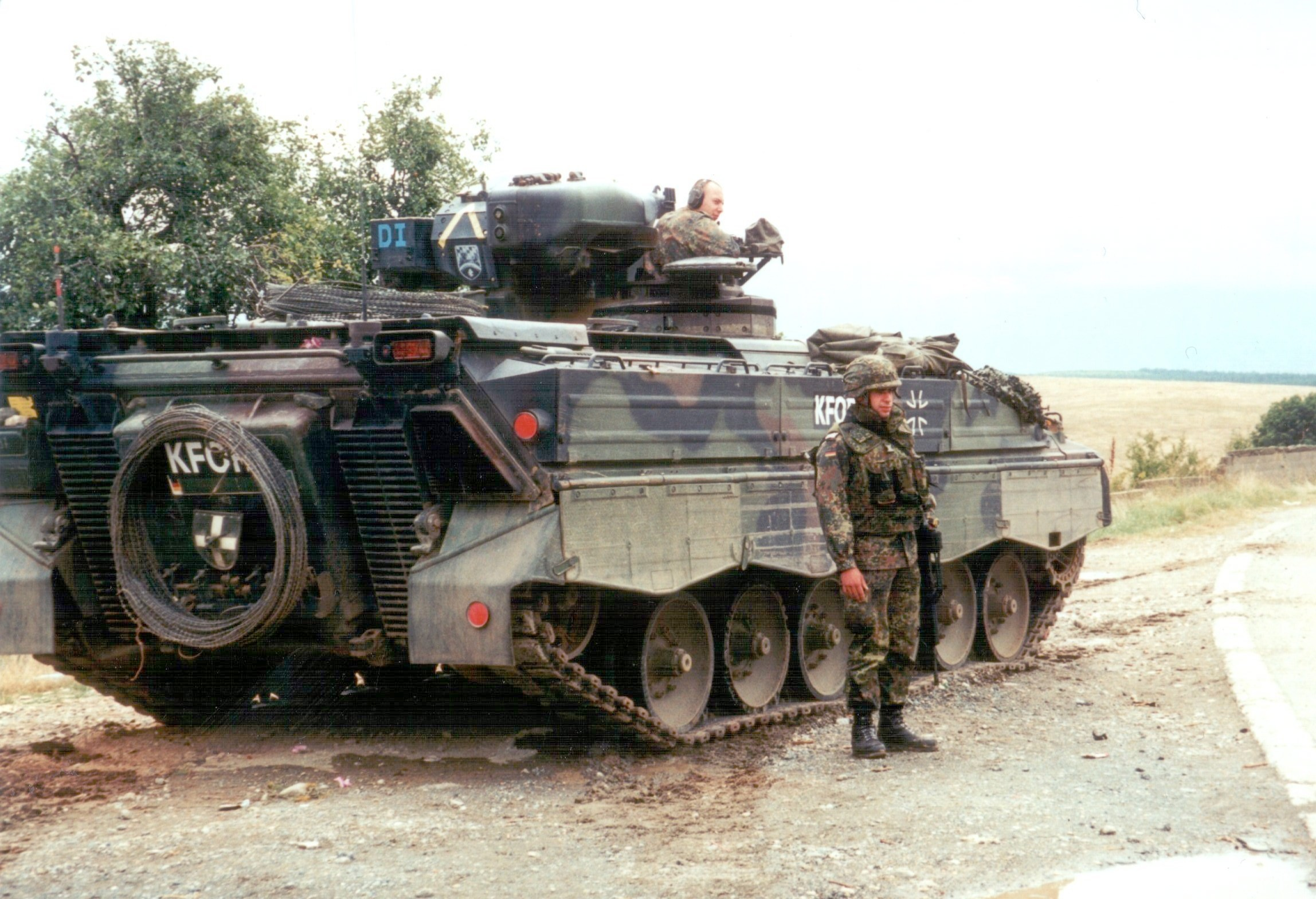
Soldati tedeschi della KFOR e un Marder nel sud del Kosovo, 1999
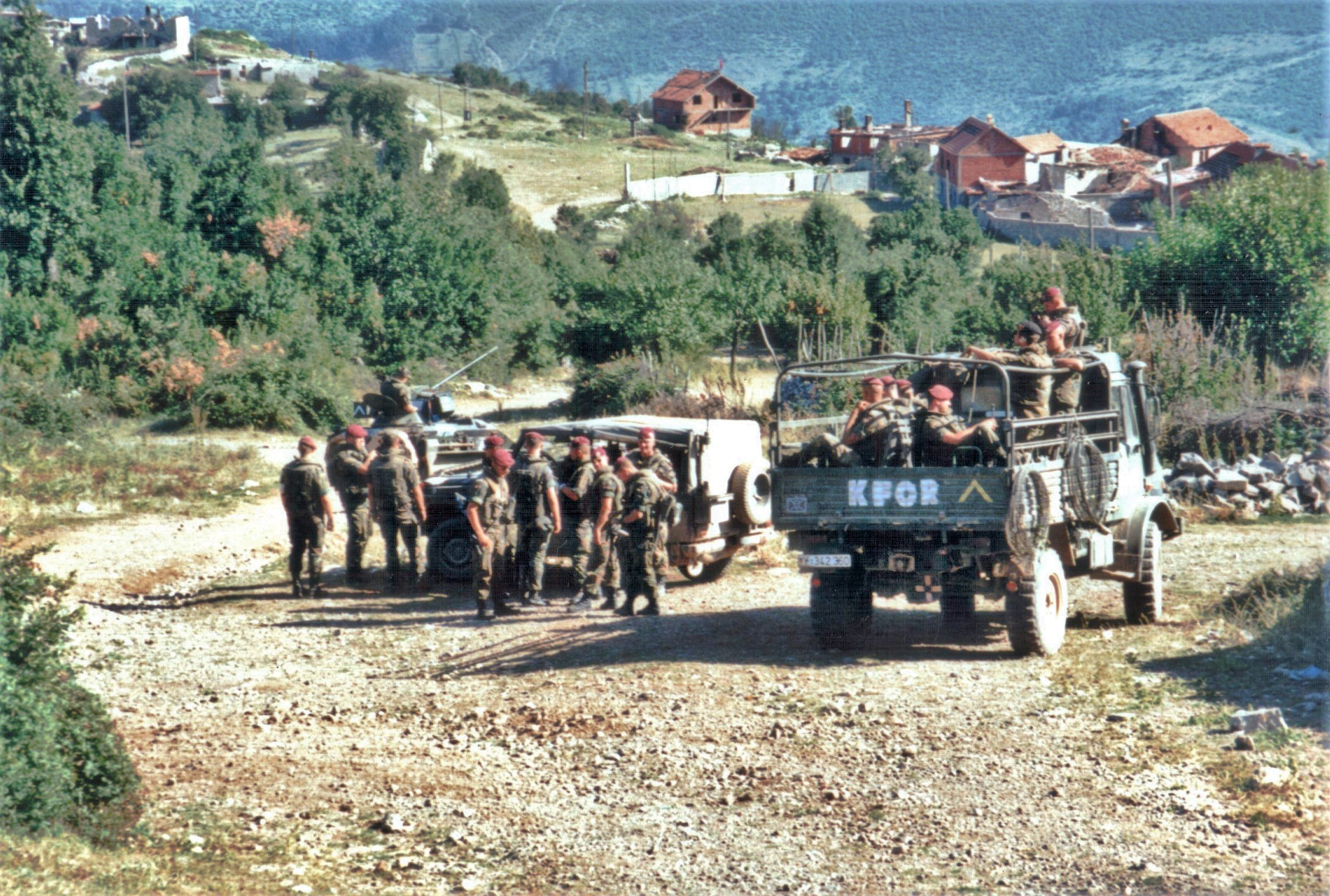
Soldati tedeschi della KFOR di pattuglia nel sud del Kosovo, 1999
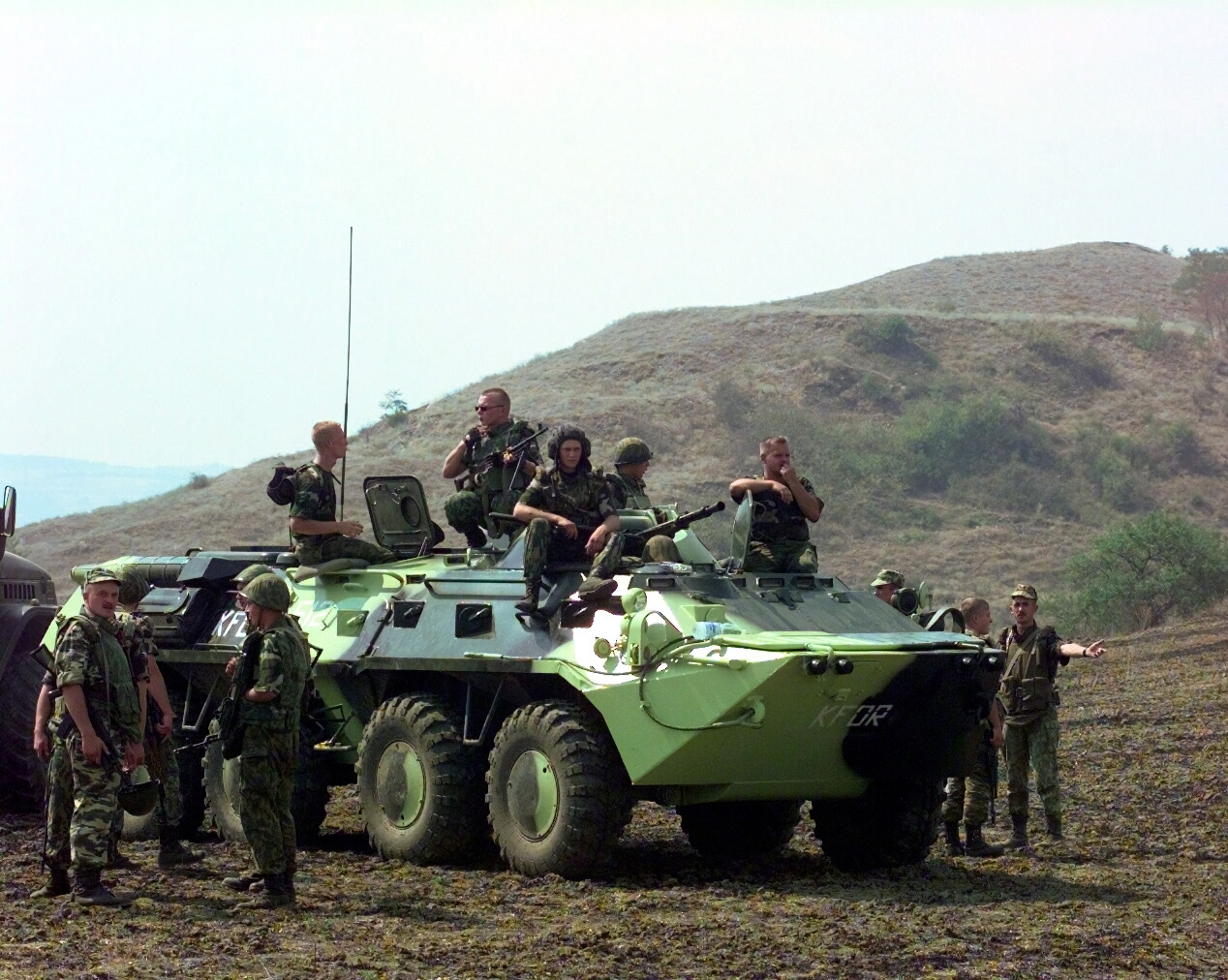
Soldati russi con un trasporto truppe BTR-70
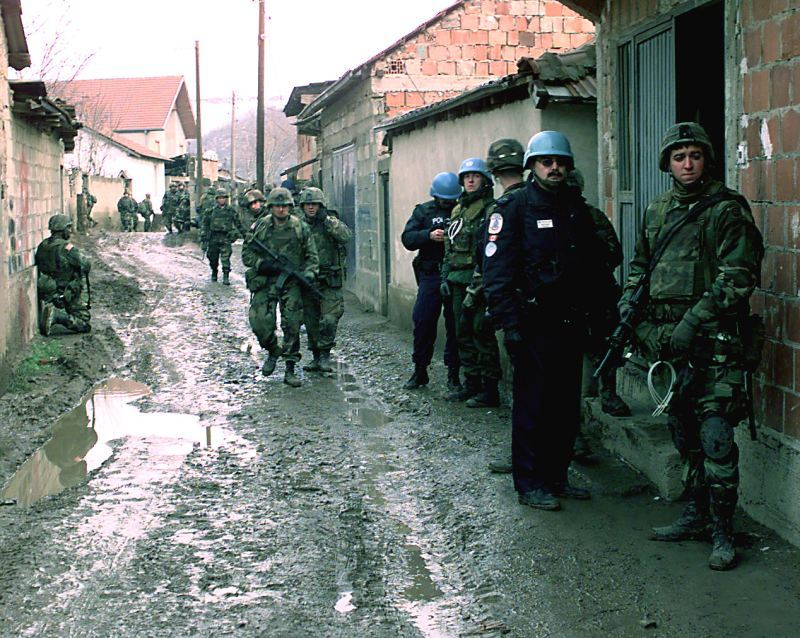
Soldati americani in perlustrazione a Mitrovica
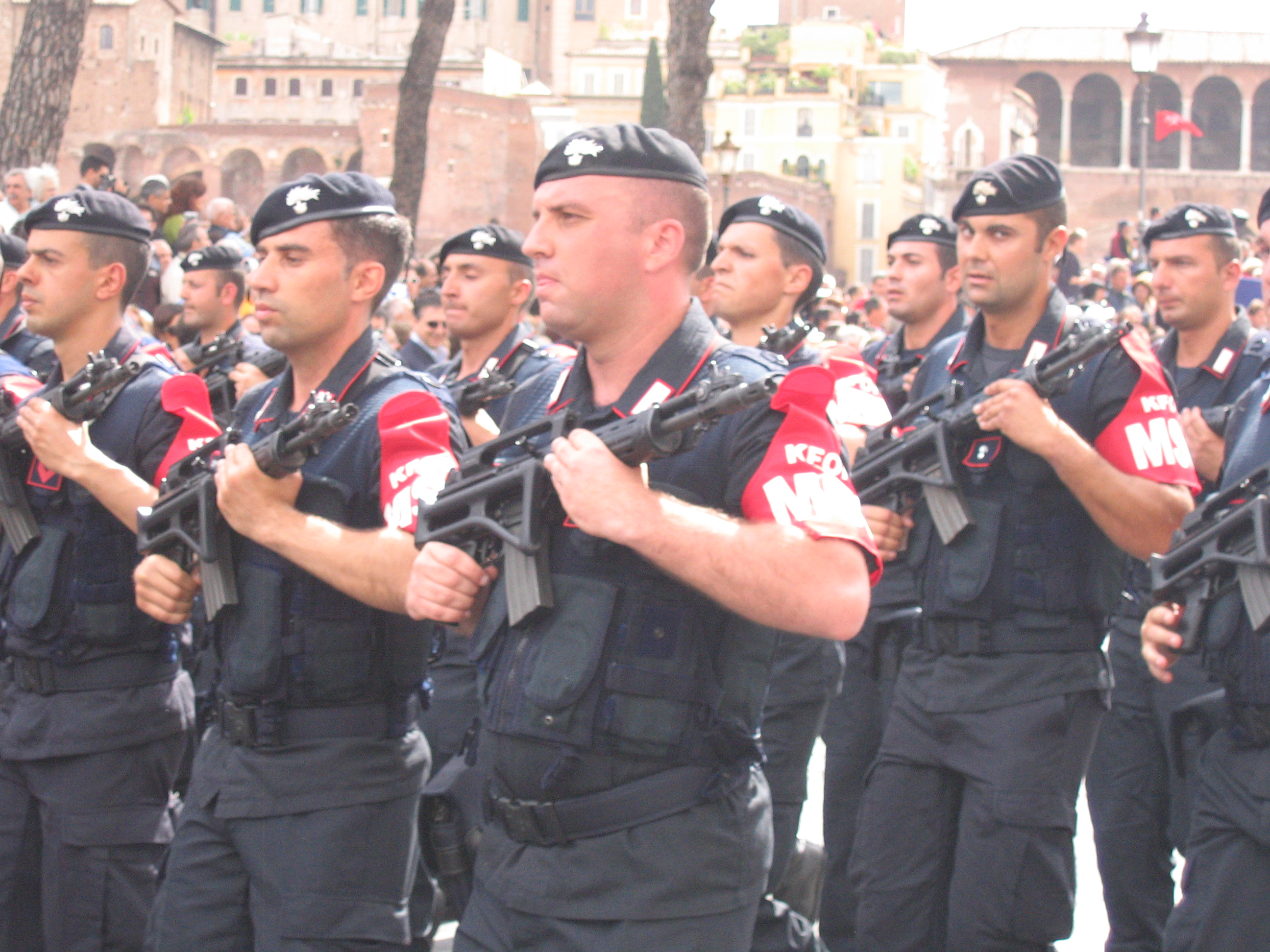
Carabinieri facenti parte della Multinational Specialized Unit di KFOR, in parata per la Festa della Repubblica del 2 Giugno 2007 a Roma.
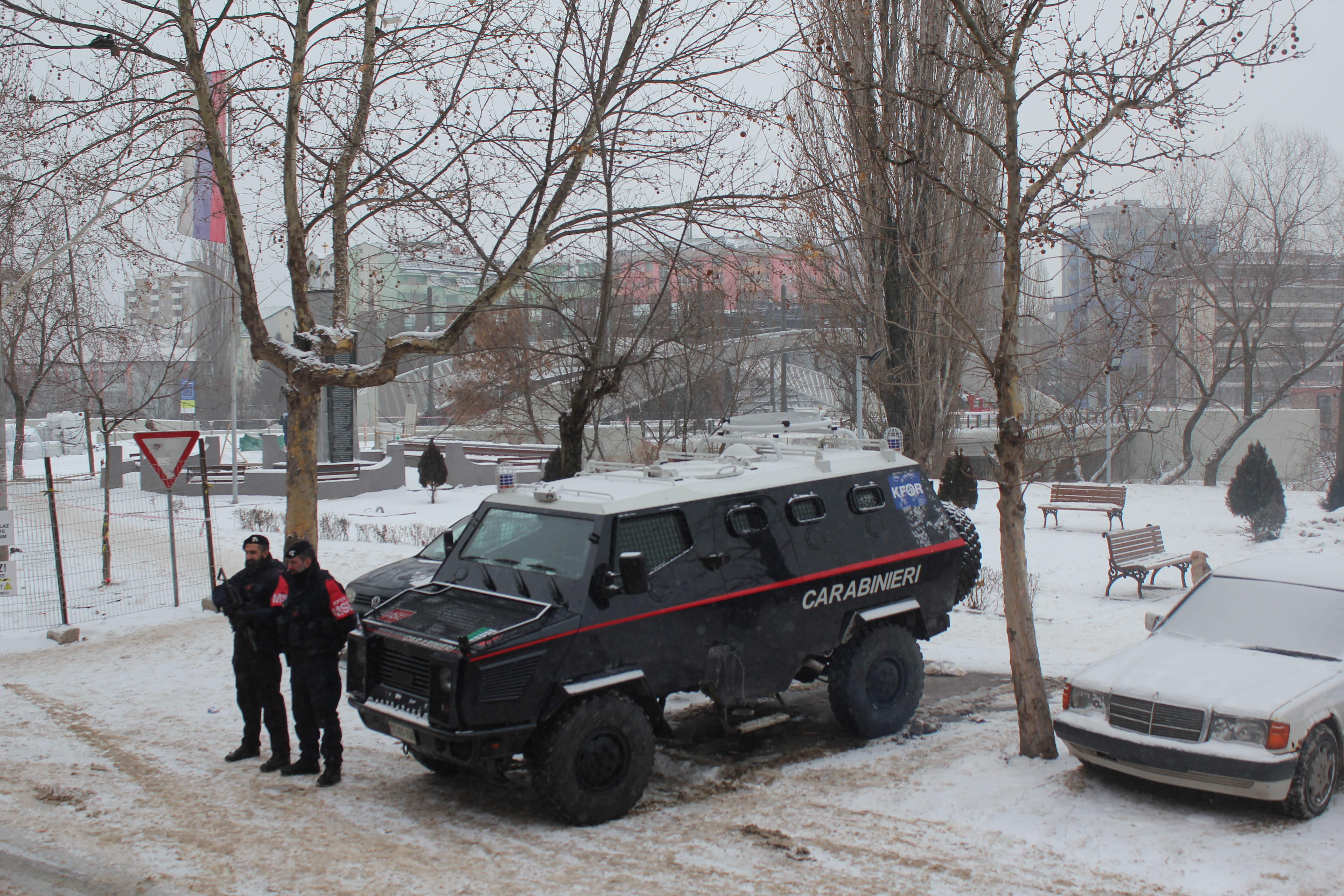
Pattuglia di MSU in inverno, con un VM90P, vicino al Ponte di Austerlitz, in Mitrovica. 2017.
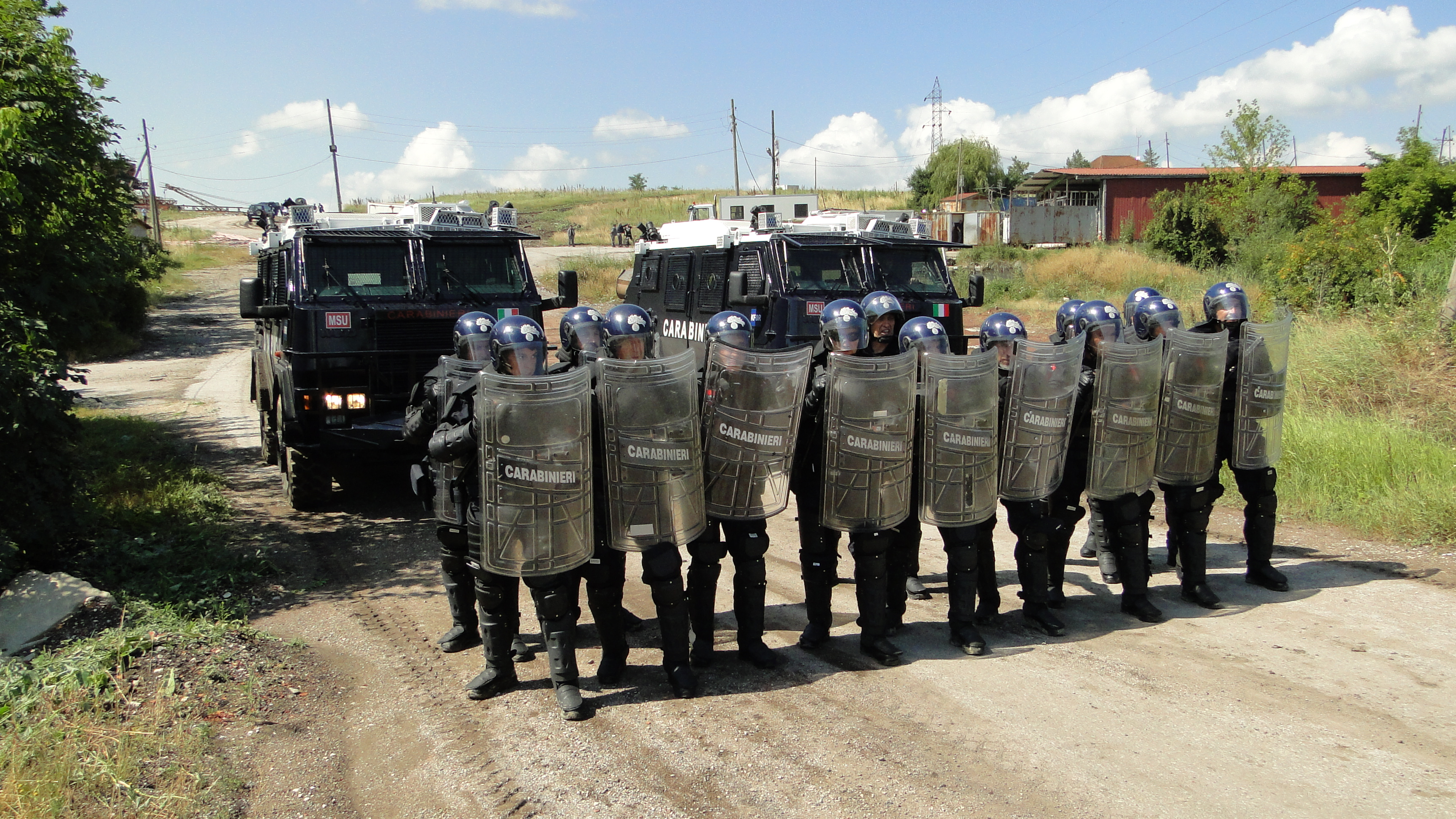
Un plotone di Carabinieri di MSU con due RG-12 in addestramento da Ordine Pubblico, 2019.

## Pubblicazioni
- Il Kfor Chronicle è pubblicato ogni mese. Viene pubblicato anche su internet[11].
- The Guardian East è un altro mensile, creato dalla MNTF-E[12].
- Il K4You è un ulteriore periodico, tendenzialmente diretto ai più giovani.